# Morti nel 1468
| Questa pagina contiene informazioni ricavate automaticamente dalle voci biografiche con l'ausilio del template Bio e di un bot. L'aggiornamento è periodico e automatico e ricostruisce completamente la pagina. Se manca una persona in questa lista, sei pregato di non aggiungerla, ma accertati piuttosto che la sua voce biografica contenga il template Bio e che i dati anagrafici siano correttamente compilati. Se il template Bio manca, inseriscilo tu stesso o, in alternativa, metti l'avviso {{tmp\|Bio}} che ne segnala la mancanza. Se i dati riportati sono sbagliati, correggi direttamente la voce biografica; le modifiche saranno visibili in questa lista entro pochi giorni. Per chiarimenti vedi il progetto biografie. La lista contiene solo le 36 persone che sono citate nell'enciclopedia e per le quali è stato implementato correttamente il template Bio. Pagina aggiornata al 18 ago 2025. |

- 17 gennaio - Scanderbeg, principe e generale albanese (n. 1405)
- 3 febbraio - Johannes Gutenberg, orafo e tipografo tedesco
- 13 febbraio - Giovanna Enríquez, regina (n. 1425)
- 19 febbraio - Elisabetta Picenardi, beata italiana (n. 1428)
- 12 marzo - Astorre II Manfredi, condottiero e politico italiano (n. 1412)
- 16 giugno - Jean Le Fèvre de Saint-Remy, storico francese (n. 1395)
- 5 luglio - Alfonso XII di Castiglia, sovrano (n. 1453)
- 26 agosto - Zara Yaqob, sovrano etiope (n. 1399)
- 23 settembre - Sejo di Joseon, re coreano (n. 1417)
- 26 settembre - Juan de Torquemada, cardinale e vescovo cattolico spagnolo (n. 1388)
- 9 ottobre - Sigismondo Pandolfo Malatesta, condottiero italiano (n. 1417)
- 11 ottobre - Pigello Portinari, banchiere e imprenditore italiano (n. 1421)
- 19 ottobre - Isabel de Borja y Cavanilles, nobildonna spagnola
- 23 novembre - Jean de Dunois, generale francese (n. 1402)
- 6 dicembre - Zanobi Strozzi, pittore e miniatore italiano (n. 1412)
- 28 dicembre - Jean di Michaëlis, vescovo cattolico svizzero
- Abramo I di Gerusalemme, arcivescovo ortodosso bizantino
- Abu al-Khayr Khan, politico uzbeko (n. 1412)
- Miozia Caetani, nobildonna italiana (n. 1400)
- Matteo de' Pasti, medaglista e miniatore italiano
- Pomellina Fregoso, nobile
- Bona Lombarda, italiana (n. 1417)
- Giovanna di Nassau-Dillenburg, nobile tedesca (n. 1444)
- Ludovico da Romagnano, vescovo cattolico italiano
- Bernardo Rossi, vescovo cattolico italiano (n. 1432)
- Pier Brunoro Sanvitale, condottiero italiano
- Michele Savonarola, medico, umanista e scienziato italiano (n. 1385)
- Caterina Scotti, nobildonna italiana
- Francesco Squarcione, pittore e collezionista d'arte italiano (n. 1397)
- Eleanor Talbot, britannica
- Antonia Torelli, nobile italiana (n. 1406)
- Filippo di Matteo Torelli, pittore e miniatore italiano (n. 1409)
- Bianca Maria Visconti, nobile italiana (n. 1425)
- Giovanni I d'Albret, militare e politico francese (n. 1425)
- Hugues de Coat Tredrez, cardinale francese
- Francesco del Borgo, architetto italiano